# Grupo para la filogenia de las angiospermas
Véase también Sistema de clasificación APG III
El Grupo para la filogenia de las angiospermas (su acrónimo es APG, del inglés Angiosperm Phylogeny Group; no confundir con AAPG, Association of Petroleum Geologists) es un equipo de investigadores especializados en la sistemática de plantas con flores, cuyo propósito es intentar establecer una visión consensuada y actualizada de la taxonomía de las angiospermas que reflejara los nuevos conocimientos de su filogenia, conocimiento proporcionado principalmente por los análisis moleculares de ADN que se están realizando desde la década de 1990.
Las plantas con flor, también conocidas como angiospermas, Angiospermae, Anthophyta o Magnoliophyta, son uno de los grupos de organismos cuya clasificación ha sido afectada más radicalmente ante la disponibilidad de información proveniente de los análisis moleculares.[cita requerida]
A partir de la acción conjunta y colaborativa, el grupo se expidió con sus resultados dos veces: la presentación de su primera publicación científica en 1998 firmando como "Angiosperm Phylogeny Group" (APG), luego su segunda publicación científica en 2003, firmando como "Angiosperm Phylogeny Group II" (APG II) y posteriormente en el 2009 su tercera publicación científica fue el Sistema de clasificación APG III, firmando como APG III. De esta forma, solventaron el problema del orden de autoría del trabajo, otorgando a todos los investigadores del grupo la misma responsabilidad en la publicación. El APG se formó con tres personas, el APG II se expandió a siete personas, y además se cita una larga lista de "investigadores que han hecho contribuciones al proyecto" en los dos casos.[cita requerida]

## Taxonomía
El sistema ubica un sustancial número de taxa (taxón, plural) cuya clasificación tradicionalmente ha sido incierta o difícil, gracias a los análisis moleculares de ADN que los ubicaron inequívocamente.
Hay también innovaciones de tipo taxonómico en el sistema de clasificación, que también lo aleja de los sistemas anteriores:
- El sistema abandona el uso de la nomenclatura sugerida por el Código Internacional de Nomenclatura Botánica para los grupos superiores al rango de orden. Tales grupos usan nombres informales que son referidos como clados no asignados a categorías taxonómicas (monocots, eudicots, rosids, etc.).

- Para algunos grupos el sistema ofrece dos posibles clasificaciones (una "oficial" y una alternativa), en los cuales, por ejemplo, algunas familias pueden ser consideradas por separado o también fusionadas como subfamilias de la misma familia. APG se refiere a esos grupos como los "taxa entre corchetes" (bracketed taxa, en inglés).

Los "taxa entre corchetes" se introdujeron como una solución a la transición desde las viejas clasificaciones con base morfológica hacia las nuevas, los sistemas con base en estudios moleculares. Esta transición ha tendido a producir cada vez un número mayor de taxa de número muy pequeño (por ejemplo, familias monogenéricas, de uso inconveniente).

## Bases moleculares
El sistema está basado en los resultados de los análisis moleculares de ADN realizados sobre dos genes del cloroplasto y un gen que codifica para ribosomas (tanto los cloroplastos como las mitocondrias, si bien se encuentran en el citoplasma celular como el resto de los orgánulos, tienen su propio ADN, de tipo procariótico). La secuencia de nucleótidos (genoma) de tales orgánulos está sujeta a diferentes tasas de cambio con respecto al ADN nuclear.

## Reseña
En ambas publicaciones científicas, el grupo se aleja ostensiblemente de las llamadas "clasificaciones modernas" —como Cronquist 1981, Thorne 1992 y 2001 o Takhtajan 1997—, debido a que los análisis moleculares de ADN se contradicen con muchas de las hipótesis filogenéticas de estas clasificaciones. 
La nueva propuesta implica un nuevo sistema de clasificación para las plantas con flores, con la premisa de que los taxa presentados fueran monofiléticos. Por eso, el Sistema de clasificación del APG se conoce también como "clasificación filogenética según el APG". 
Aunque muchas clasificaciones intentaron la aproximación filogenética, en realidad aún no se han hecho todas las investigaciones genéticas y moleculares necesarias como para dar el árbol filogenético por resuelto. Aun así, el sistema de clasificación del 2003 tiene considerable aceptación por la comunidad científica, y muchos de sus nodos más importantes ya están consensuados como filogenéticos por la comunidad científica.
Sistema APG I
Este sistema de clasificación fue creado por 29 botánicos sistemáticos, lo que marcó una diferencia con los sistemas de clasificación anteriores que eran hechos por una o dos personas. Esto hizo de las angiospermas el primer gran grupo de organismos en ser sistemáticamente reclasificados a gran escala sobre la base de características moleculares. (Soltis et al. 2005).
El veloz incremento en los conocimientos moleculares ha conducido a proponer cambios constantemente en las clasificaciones. El influyente (en Estados Unidos) esquema de clasificación publicado por el botánico Arthur Cronquist en 1981 (el Sistema Cronquist), no ha podido solventar los resultados sobre filogenia obtenidos durante la década del '90. 
Cuando la diferencia entre los sistemas de clasificación y los resultados de los análisis de filogenia se volvió demasiado grande, investigadores de sistemática de angiospermas de importantes instituciones de todo el mundo formaron el Grupo para la Filogenia de las Angiospermas para procurar establecer un punto de referencia de una nueva clasificación: el Sistema APG de 1998. Como todavía hay lagunas de conocimiento especialmente a nivel género e inferiores, este sistema de clasificación trata principalmente con las categorías superiores, y en algunos casos la clasificación admite ser sólo tentativa. 
Sistema APG II
La segunda publicación, realizada en el 2003, fue una actualización y revisión de la primera. El grupo aumentó de 3 a 7 personas, con más colaboradores. 
Sistema APG III
La tercera publicación, realizada en el 2009, fue una actualización y revisión de la segunda.
El futuro del Sistema APG
Investigadores independientes, incluyendo miembros del APG (por ejemplo Stevens 2001 en adelante), continúan publicando sus propias modificaciones al sistema de clasificación a medida que se publican más resultados. Hasta ahora ninguna clasificación se considera definitiva, y aunque ya se dieron los primeros pasos, mucho resta por hacer en el esclarecimiento íntimo de la filogenia de muchos taxa.

## Integrantes del APG II
Los firmantes como "APG II", con misma responsabilidad y aportes en el trabajo, son los siguientes (en orden alfabético):
- Birgitta Bremer

The Bergius Foundation at the Royal Swedish Academy of Sciences (Estocolmo, Suecia)
- Kåre Bremer

Department of Systematic Botany, Evolutionary Biology Centre, Uppsala University (Uppsala, Suecia)
- Mark W. Chase

Jodrell Laboratory, Royal Botanic Gardens, (Kew, Richmond, Surrey, Reino Unido)
- James L. Reveal

University of Maryland (Montrose, Colorado, EE. UU.)
- Douglas E. Soltis

Department of Botany, University of Florida (Gainesville, Florida, EE. UU.)
- Pamela S. Soltis

Florida Museum of Natural History, University of Florida (Gainesville, Florida, EE. UU.)
- Peter F. Stevens

Department of Biology, University of Missouri-St. Louis and Missouri Botanical Garden (San Luis, Misuri, EE. UU.)
También han hecho contribuciones a la clasificación del APG II, en orden alfabético:
- Arne A. Anderberg
- Michael F. Fay
- Peter Goldblatt
- Walter S. Judd
- Mari Kallersjo
- Jesper Karehed
- Kathleen A. Kron
- Johannes Lundberg
- Daniel L. Nickrent
- Richard G. Olmstead
- Bengt Oxelman
- J. Chris Pires
- James E. Rodman
- Paula J. Rudall
- Vincent Savolainen
- Kenneth J. Sytsma
- Michelle van der Bank
- Kenneth Wurdack
- Jenny Q.-Y. Xiang
- Sue Zmarzty